# Torget.se
Torget.se var en webbplats som startades av statligt ägda Posten den 8 maj 1996. 
Den har i efterhand kommit att omnämnas som ett av de mest kostsamma IT-satsningarna i Sverige någonsin och cirka 900 miljoner kronor försvann.

## Bakgrund
Idén till en datasatsning från Postens sida kom sommaren 1995 från Bengt Norin som blev uppbackad av brevchefen Börge Österholm och generaldirektören Ulf Dahlsten, som ville satsa på en sajt på nätet som skulle fungera som en digital marknadsplats där företag kunde erbjuda varor och tjänster. Utvecklingen av sajten involverade av en rad externa konsulter och reklambyråer och ägde rum i högt tempo för att möta konkurrensen från både inhemska och utländska webbportaler.
Torgets största konkurrent var Telias webbportal Passagen. Det faktum att två stora aktörer tidigt satsade på internet har framhållits som viktigt för Sveriges internetutveckling.

## Tiden med Posten som ägare
Webbplatsen startades den 8 maj 1996 och då kunde man chatta med kändisar, ha egen webbplats, skriva i diskussionsforum mm. Sidan byggdes av Icon Medialab och chefredaktör var Mattias Hansson. Webbplatsen hade även en redaktion som skrev artiklar och skötte frågespalter. Posten lade ner hundratals miljoner kronor på webbplatsen. Tanken var att besökarna skulle handla över internet och att Posten skulle tjäna pengar på ökad pakethantering. Detta lyckades dock inte då besökarna var mer intresserade av att chatta. Så småningom avskaffades alla former av interaktion. Efter att ha förlorat minst 900 miljoner kronor såldes år 2001 92 procent av aktierna till finansmannen Kjell Spångberg. I januari 2004 sålde Spångberg sina aktier till IT-konsultföretaget Result där Ola Ahlvarsson är ägare. Posten äger dock fortfarande en liten aktiepost.

## Utvecklingen med EDSA som ägare
År 2006 togs Torget.se över av EDSA Förlag AB för nyutveckling och den 1 september bytte bolaget namn till Svenska Torget AB. Nylanseringen skedde den 10 september som en sammanslagning av 3 webbplatser: gamla lokaldelen.se. foretagsfakta.se samt torget.se. Man placerade sig på sökmarknaden för att konkurrera med de övriga stora söktjänsterna i Sverige. Tiden med EDSA som ägare gav inte torget.se den bästa utvecklingen. I december 2006 lades varumärket ner. EDSA sålde varumärket torget.se i bolaget Lokaldelen i Sverige AB.

## Nylansering med FCR Media
År 2015 lanserade ClearSense, som Lokaldelen i Sverige AB kallar sig utåt, nya Torget.se. Webbplatsen är fortfarande en söktjänst, men har nu även andra funktioner.